# Марс (програма)
Вижте пояснителната страница за други значения на Марс.
Програмата Марс е серия от непилотирани и орбитиращи кораби до Марс, изстреляни от Съветския съюз през 60-те и началото на 70-те. Космическите апарати са били предназначени да изследват планетата и техните програми включвали прелитащи сонди, спускателни и орбитални модули.
Първите апарати (1М, „Марсник“) са изстрелвани с ракети-носители „Молния“, а по-късно, с увеличаването масата на апаратите, и с по-тежките ракети „Протон-К“. В допълнение към програма „Марс“, Съветският съюз изпраща и една сонда до Марс (еднотипна с изстрелваните на този етап) като част от Програма Зонд – „Зонд 2“, но тя е загубена по пътя. Още два космически кораби в посока Марс са изстреляни по програма „Фобос“.
През 1996 г. Русия започва мисия „Марс 96“ – първата междупланетна мисия след разпадането на Съветския съюз, но тя е неуспешна, тъй като апаратът не напуска орбитата на Земята.

## Всички мисии
| Mисия      | Тип на апарата   | Старт            | Долитане         | Сближаване | Бележки |
| ---------- | ---------------- | ---------------- | ---------------- | ---------- | --- |
| Марсник 1  | М-60 (1М) № 1    | 10 октомври 1960 | -                | -          | Неуспех при старта. Апарата (около 640 кг) е унищожен. |
| Марсник 2  | М-60 (1М) № 2    | 14 октомври 1960 | -                | -          | Неуспех при старта. Апаратът (около 640 кг) е унищожен. |
| Марс 1962А | М-62 (2МВ-4) № 3 | 24 октомври 1962 | -                | -          | Остава в земна орбита до 26 февруари 1963 г. |
| Марс 1     | М-62 (2МВ-4) № 4 | 1 ноември 1962   | 19 юни 1963      | 193 000 км | Връзката е загубена по пътя към Марс на 21 март на разстояние 106 000 000 км от Земята.                                                                     |
| Марс 1962В | М-62 (2МВ-3) № 1 | 4 ноември 1962   | -                | -          | Остава в земна орбита до 19 януари 1963. |
| Зонд 2     | М-64 (3МВ-4) № 2 | 30 ноември 1964  | 6 август 1965    | 1500 км    | Връзката е загубена по пътя за Марс в началото на месец май.                                                                                                |
| Марс 1969A | М-69 (2М) № 521  | 27 март 1969     | -                | -          | Неуспех при старта. |
| Марс 1969Б | М-69 (2М) № 522  | 2 април 1969     | -                | -          | Неуспех при старта. |
| Космос 419 | М-71 (3МС) № 170 | 10 май 1971      | -                | -          | Остава в земна орбита до 12 май. |
| Марс 2     | М-71 (3МС) № 171 | 19 май 1971      | 27 ноември 1971  | Кацане     | Достига успешно Марс, разделя се на орбитален и кацащ модул. Първо кацане на Марс, изкуствен спътник на планетата.                                          |
| Марс 3     | М-71 (3МС) № 172 | 29 май 1971      | 2 декември 1971  | Кацане.    | Успешно достигане до Марс. Първо в историята меко кацане на повърхността на Марс, но сондата е загубена поради технически проблем 20 секунди след кацането. |
| Марс 4     | М-73С (3МС) № 52 | 21 юли 1973      | 10 февруари 1974 | 2200 км    | Достига успешно Марс, но поради технически проблем прелита около него и излиза в хелиоцентрична орбита.                                                     |
| Марс 5     | М-73С (3МС) № 53 | 25 юли 1973      | 12 февруари 1974 | 1760 км    | Изкуствен спътник на Марс. Частичен успех. |
| Марс 6     | М-73П (3МС) № 50 | 5 август 1973    | 12 март 1974     | Кацане.    | Връзката със сондата е загубена малко преди кацането на планетата.                                                                                          |
| Марс 7     | М-73П (3МС) № 51 | 9 август 1973    | 9 март 1974      | 1300       | Планирано кацане на Марс, но апаратът „пропуска“ планетата.                                                                                                 |
| Марс 96    | М1 № 520         | 16 ноември 1996  | -                | -          | Остава в земна орбита и след около 5 часа полет пада в Тихия океан                                                                                          |